# Ogonów (województwo opolskie)
Ogonów (niem. Feldheim, do 1936 r. Ogen) – wieś w Polsce, położona w województwie opolskim, w powiecie nyskim, w gminie Kamiennik.
W latach 1975–1998 miejscowość należała administracyjnie do województwa opolskiego.

## Nazwa
W łacińskiej Liber fundationis episcopatus Vratislaviensis (pol. Księga uposażeń biskupstwa wrocławskiego) z 1295 r. miejscowość wymieniona jest pod nazwą Ogon, wśród miejscowości lokowanych na prawie polskim, z których biskupstwo pobierało dziesięcinę (nota decimas polonicales).
Według niemieckiego językoznawcy Heinricha Adamy’ego nazwa jest patronimiczną nazwą wywodzącą się od polskiego nazwiska lub przezwiska założyciela lub właściciela - Ogona, które wywodziło się od anatomicznej części ciała ogona. Być może ma ona związek ze staropolskim rodem szlacheckim Ogończyków. W swoim dziele o nazwach miejscowych na Śląsku wydanym w 1888 roku we Wrocławiu jako starszą od niemieckiej wymienia polską formę nazwy - Ogon podając jej znaczenie "Dorf der Ogon" - "Wieś Ogona".
Śląski pisarz Konstanty Damrot w swoim dziele o znaczeniu nazw na Śląsku wydanym w 1896 roku we Bytomiu wymienia nazwę wsi w polskim brzmieniu "Ogony" podaje także dwie wcześniejsze nazwy zanotowane w średniowiecznym, łacińskim dokumencie z 1272 roku "Ogoni" oraz "Ogonke". 
Nazwa została początkowo zgermanizowana przez Niemców na Ogen w wyniku czego utraciła swoje pierwotne znaczenie. Ze względu na polskie pochodzenie nazwy 22 lipca 1936 r. w miejsce zgermanizowanej Ogen nazistowska administracja III Rzeszy wprowadziła nową całkowicie niemiecką Feldheim. 12 listopada 1946 r. nadano miejscowości polską nazwę Ogonów.

## Historia
Od XVIII w. wieś posiadała pieczęć gminną, na której wizerunku przedstawiono serce ze skrzydłami (?), z którego wierzchołka wyrasta pięć kwiatów, a następnie serce (1722), z którego wierzchołka wyrastają trzy kwiaty, po obu stronach wyrastają z murawy po dwa kwiaty, nad sercem oko Opatrzności (1805).
W 1933 r. w miejscowości mieszkały 182 osoby, a w 1939 r. – 167 osób.